# Wind Gap
Wind Gap (en allemand de Pennsylvanie : Gratdaal) est un borough du comté de Northampton, dans l'État de Pennsylvanie, aux États-Unis. Elle est comprise au sein de la « ceinture d'ardoise » (Slate Belt) de l'État et fait fartie de l'aire métropolitaine d'Allentown-Bethlehem-Easton.
Sa population s’élevait à 2 720 habitants lors du recensement de 2010, estimée à 2 710 habitants en 2016.

## Géographie
D'après le Bureau du recensement des États-Unis, le borough s'étend sur un ban de 1,4 mille carré (3,63 km2), dont 0,73 % de la surface est recouvert d'eau.
Wind Gap se trouve à 21 milles (34 km) au nord d'Allentown et à 50 milles (80 km) au sud-est de Scranton.

## Démographie
| Groupe            | Wind Gap | Pennsylvanie | États-Unis |
| ----------------- | -------- | ------------ | ---------- |
| Blancs            | 95,7     | 81,9         | 72,4       |
| Métis             | 1,4      | 1,9          | 2,9        |
| Autres            | 1,1      | 2,4          | 6,2        |
| Afro-Américains   | 1,0      | 10,9         | 12,6       |
| Asiatiques        | 0,6      | 2,8          | 4,8        |
| Amérindiens       | 0,1      | 0,2          | 0,9        |
| Total             | 100      | 100          | 100        |
|                   |          |              |            |
| Latino-Américains | 3,2      | 5,7          | 16,7       |

Selon l'American Community Survey, pour la période 2011-2015, 91,93 % de la population âgée de plus de 5 ans déclare parler l'anglais à la maison, 2,68 % déclare parler l'espagnol, 0,70 % le vietnamien, 0,58 % l'italien et 4,11 % une autre langue.